# 佩日馬河
60°59′07″N 42°09′44″E / 60.98528°N 42.16222°E
佩日馬河是俄羅斯的河流，流經沃洛格達州和阿爾漢格爾斯克州，屬於瓦加河的左支流，河道全長137公里，流域面積約1,450平方公里，最終注入瓦加河。